# 7161 Golitsyn
7161 Golitsyn eller 1982 UY10 är en asteroid i huvudbältet som upptäcktes den 25 oktober 1982 av den sovjetisk-ryska astronomen Ljudmila Zjuravljova vid Krims astrofysiska observatorium på Krim. Den är uppkallad efter den ryske militären och ämbetsmannen Michail Golitsyn.
Asteroiden har en diameter på ungefär fyra kilometer och den tillhör asteroidgruppen Nysa.